# Tanja Frehse
Tanja Frehse (* 11. August 1972 in München) ist eine deutsche Schauspielerin.

## Leben
Frehse studierte von 1996 bis 1999 Schauspiel an der Münchner Schauspielschule Willschrei, außerdem absolvierte sie 1998 eine Ausbildung zur Synchronsprecherin. Sie war häufig auf Münchner Theaterbühnen zu sehen, aber auch in Serien wie beispielsweise in Die Rosenheim-Cops oder in der Sitcom Spezlwirtschaft im Bayerischen Rundfunk. In der WDR-Serie Lindenstraße spielte sie von September 2008 bis September 2012 die Rolle der Maria Stadler. Im Februar 2013 kehrte sie für einen Gastauftritt in die Serie zurück. Auf der Kinoleinwand war sie im Jahr 2008 in Caroline Links Drama Im Winter ein Jahr zu erleben.
Tanja Frehse lebt mit ihrer Familie in München.

## Filmografie
- 1997: Hure (Kurzfilm)
- 1999: Vorsicht Falle! (Fernsehserie, 1 Folge)
- 1999: Alle meine Töchter (Fernsehserie, 1 Folge)
- 2001–2019: Aktenzeichen XY … ungelöst (Fernsehserie, verschiedene Rollen)
- 2002–2019: Die Rosenheim-Cops (Fernsehserie, verschiedene Rollen, 5 Folgen)
- 2007: Lebenslügen (Kurzfilm)
- 2007: Kanal fatal (Fernsehserie, 1 Folge)
- 2008: Im Winter ein Jahr
- 2008: Nebeneinander (Kurzfilm)
- 2008–2012: Spezlwirtschaft (Fernsehserie, 29 Folgen)
- 2008–2012, 2013: Lindenstraße (Fernsehserie, 114 Folgen)
- 2013: SOKO München (Fernsehserie, 1 Folge)
- 2014: Pater Rupert Mayer
- 2015: Käthe Kruse
- 2016: Hubert und Staller – Unter Wölfen (Fernsehfilm)
- 2016: Hubert und Staller (Fernsehserie, Folge: Der letzte Schuss)
- 2016: Pieps und der Papierflieger (Kurzfilm)
- 2021: Marie fängt Feuer (Fernsehreihe, 1 Folge)
- 2022: Watzmann ermittelt (Fernsehserie, 1 Folge)